# Clostridium botulinum
Clostridium botulinum (походження назви від лат. closter — веретено, botulus — ковбаса) — бактерія, яка виробляє потужний екзотоксин, є збудником ботулізму. Цей мікроорганізм входить до роду Clostridium, родини Clostridiaceae, великої групи грам-позитивних бактерій. C. botulinum було вперше виявлено й ізольовано у 1896 році Емілем Ван Ерменґемом. C. botulinum є сапронозним збудником, що тривалий час зберігається в ґрунті.

## Морфологічні особливості
Збудник ботулізму має форму палички з закругленими кінцями, належить до суворих анаеробів. Існує у 2 формах: вегетативній та споровій. Мікроорганізми з молодих культур забарвлюються за Грамом позитивно, тоді як серед старих може траплятися й грам-негативне зафарбування. Мікроорганізми рухливі, мають джгутики, які розташовані по всій поверхні тіла.

## Культуральні особливості
Вирощування мікроорганізмів можливе на твердих і рідких поживних середовищах в анаеробних умовах (наприклад, на кров'яному агарі). Оптимальний ріст — температура +30°С, рН 7,3-7,6, але деякі збудники (тип Е) можуть зростати й при температурі холодильника (+3 °C). Вегетативні форми термолабільні, вони гинуть при кип'ятінні за 10-15 хвилин. Концентрації солі >15%, цукру >50% пригнічують їхнє розмноження. Деяким штамам притаманний протеоліз при зростанні (особливо помітний у типу А), у зв'язку з чим можуть змінитися органолептичні властивості харчових продуктів («прогірклість») і виникнути здуття консервів («бомбаж») через накопичення газоподібних продуктів протеолізу.

## Спороутворення
У несприятливих аеробних умовах вегетативні форми утворюють ендоспори, що нагадують «тенісні ракетки» або «веретена», тобто розширені з одного боку. Спори винятково стійкі до впливу фізичних і хімічних чинників. У висушеному стані вони життєздатні десятиліттями, добре переносять низькі температури, заморожування. Кип'ятіння знищує спори тільки через кілька годин, автоклавування за температури 120°С тільки через 30 хвилин. Вони також вкрай стійкі до дезінфекційних засобів.

## Ботулотоксин
Основним фактором патогенності C. botulinum є екзотоксин, який продукують вегетативні форми. Це найпотужніший з відомих у світі токсинів: він у 10 млн разів сильніший за ціаністий калій, у понад 375 тисяч разів потужніший за нейротоксин гримучої змії. 6 мг токсину типу А можуть вбити 60 млн білих мишей сумарною масою 12 тонн. Один грам токсину гіпотетично може уразити 8 млн людей.
Ботулінічний екзотоксин — це поліпептид. Позаяк протягом вивчення збудників, що виділялися дослідниками, виявлено різні види ботулотоксинів, це привело до поділу самої C. botulinum на 7 серотипів (А, В, C, D, E, F, G). При дослідженні ботулотоксину С було виявлено, що він складається з двох підтипів: С1 і С2. Якщо підтип С1 вів себе як справжній нейротоксин, що спричиняв у піддослідних тварин параліч, то С2 призводив до появи крововиливів у легені та гіперсекреції слизу у птахів без нейротоксигенного впливу.
Антигенні розбіжності токсинів настільки великі, що антиботулінічні моноспецифічні сироватки практично не знешкоджують токсини інших типів, хоча описано випадки штам-залежної перехресної нейтралізації між типами C і D, E та F. Окремі штами C. botulinum здатні продукувати по 2 типи ботулотоксинів, що дуже часто проявляється при ботулізмі у птахів, уражених серотипом С. Виділено було також штами C. botulinum, які продукували в культурі мало ботулотоксину, а також і такі, що його взагалі не виробляли. У клітині клостридій частина ботулотоксину є повністю активованою, а інша частина (протоксин) синтезується у вигляді термолабільного білка-попередника, в якого токсичний компонент захищено особливим поліпептидним екраном, його розщеплення відбувається за допомогою протеолітичних ферментів. C. botulinum зазвичай має для цього автономний набір ферментів. Ботулінічні бактерії типу E і окремі штами типу А і В не мають своїх власних гідролаз, тому активація протоксину відбувається під дією ферментів травлення у шлунку та верхній частини тонкої кишки тварини або людини. Спеціальний набір амінокислот, властивих ботулотоксину, є причиною його високої поверхневої активності і сприяє швидкому проникненню через численні мембрани в організмі. Вважається, що здатність до утворення токсину індукується відповідними бактеріофагами чи плазмідами.
Ботулотоксин застосовується в медицині. 

### Цікавий факт
Існують свідчення, що ботулотоксин типу F може виробляти, окрім C. botulinum, ще й C. baratii, а ботулотоксин типу Е — C. argentinense і C. butyricum.
Тому іноді ботулізм вже називають токсикоінфекцією, що зумовлена кількома збудниками, але визнають, що головним чинником все-таки є саме C. botulinum.